# Gieboldehausen (Adelsgeschlecht)

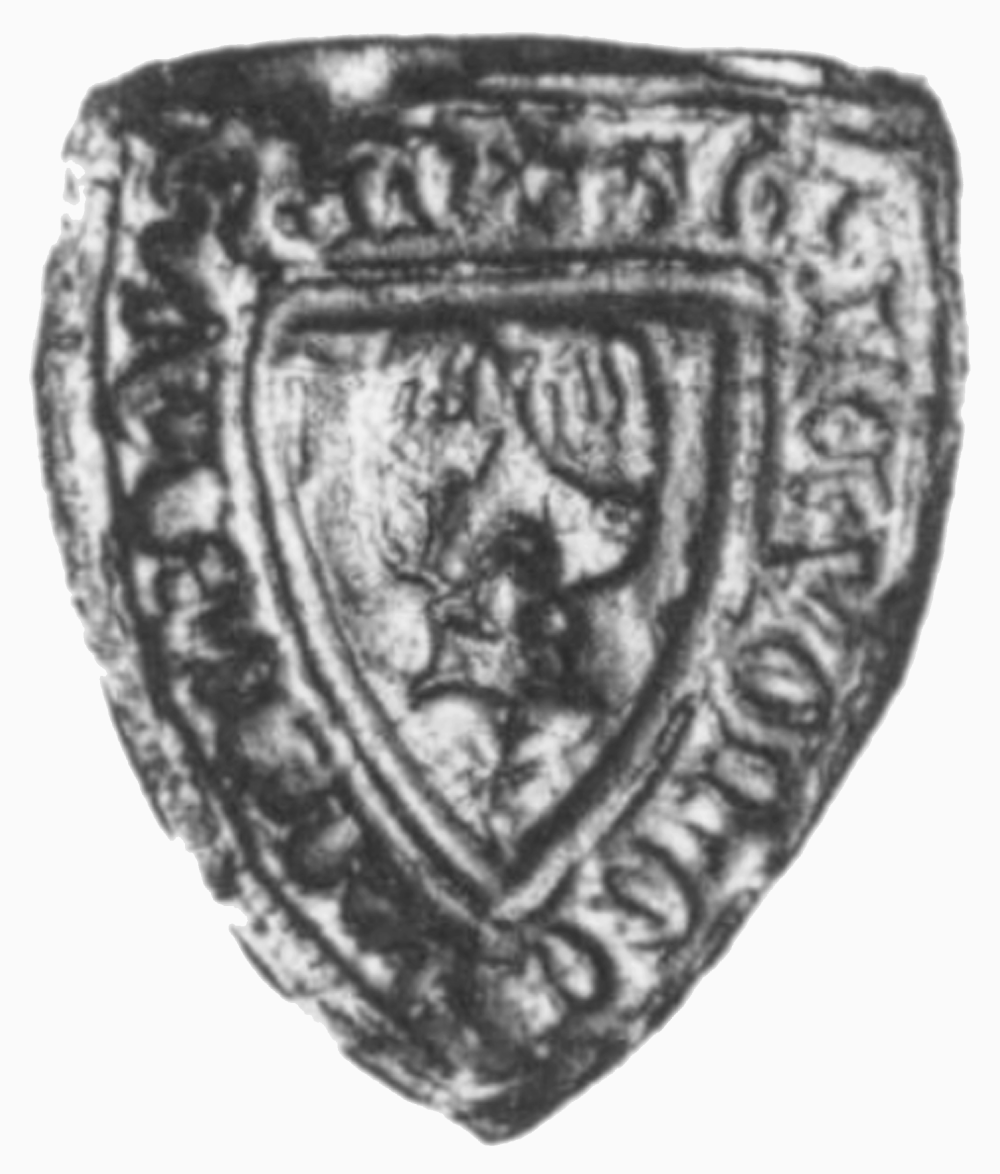
Das Siegel des Thile von Gieboldehausen aus dem Jahr 1392

Gieboldehausen oder Geveldehusen ist der Name eines  alten niedersächsischen Adelsgeschlechts  im Eichsfeld.

## Geschichte
Für die Mitte des 10. Jahrhunderts zur Zeit des Papstes Martinus wird ein Graf Biso von Gieboldehausen erwähnt, er soll Reliquien des heiligen Laurentions der Kirche in Gieboldehausen gestiftet haben. Für Gieboldehausen ist aber keine Grafenfamilie bekannt, vermutlich war er aber Gaugraf im Liesgau.
Ob Mitglieder der Familie von Gieboldehausen vor dem 13. Jahrhundert zur Burgbesatzung der Burg Gieboldehausen gehörten, ist auf Grund fehlender Urkunden nicht bekannt. Sie sind vermutlich frühzeitig nach Duderstadt verzogen, wo sie erstmals genannt werden und ansässig waren. Letztmals werden die Herren von Gieboldehausen 1524 erwähnt, als sie in die Brüderschaft des Klosters Gerode aufgenommen wurden.

## Vertreter des Adelsgeschlechtes
- Helwig von Gieboldehausen (1262), Ritter
- Johann von Gieboldehausen (1321), Priester
- Hans von Gieboldehausen (1369), zugegen am Gericht zu Bernshausen
- Tile von Gieboldehausen (1390, 1396), Knappe, siegelte mehrere Urkunden
- Eghart von Gieboldehausen (1402), Pfarrer in Göttingen[4]
- Dietrich von Gieboldehausen (1422), Burgmann zu Gieboldehausen[5]
- Curt von Gieboldehausen (1487), Ratsherr in Duderstadt
- Hans von Gieboldehausen (1492), besaß ein Gandersheimisches Lehen in Gieboldehausen